# Yes Sir, I Can Boogie
"Yes Sir, I Can Boogie" là một đĩa đơn năm 1977 của ban nhạc nữ song ca Baccara.
Bài hát do  Frank Dostal và Rolf Soja viết, và do Soja sản xuất, bài hát disco này trở thành một bài hát đứng đầu bảng xếp hạng ở hầu hết châu Âu và trở thành đĩa đơn đứng đầu bảng xếp hạng duy nhất của nhóm tại Anh, giữ vị trí này 1 tuần liền tháng 10 năm 1977. Bài này không lọt vào bảng xếp hạng Mỹ mặc dù được trình diễn trên một số thị trường. Đây là một trong số những  đĩa đơn bán chạy nhất thế giới, mặc dù không được biết đến tại Mỹ, với số lượng bán ra xấp xỉ 18 triệu đĩa.
Baccara là ban nhạc gồm hai vũ công flamenco người Tây Ban Nha Mayte Mateos và Maria Mendiola. Họ đã được lãnh đạo hãng thu âm RCA Leon Deane phát hiện trên đảo Fuerteventura khi thấy hai cô gái nhảy flamenco và hát những bài hát truyền thống cho khách du lịch; sau đó ông đã ký hợp đồng với họ.

## Bảng xếp hạng
| Bảng xếp hạng (1977-1978)                    | Vị trí cao nhất |
| -------------------------------------------- | --------------- |
| Australia (Kent Music Report)                | 9               |
| Belgium (VRT Top 30 Flanders)                | 1               |
| Denmark (Tracklisten)                        | 1               |
| Europe (Eurochart Hot 100 Singles)           | 1               |
| France (IFOP)                                | 5               |
| Finland (Suomen virallinen lista)            | 1               |
| Italy (FIMI)                                 | 30              |
| Spain (AFYVE)                                | 2               |
| United Kingdom (The Official Charts Company) | 1               |